# Pipturus argenteus
Espèce
Classification APG III (2009)
Synonymes
- Boehmeria propinqua Decne.[2]
- Pipturus propinquus (Decne.) Wedd.[2]
- Urtica argentea G. Forst.[2]

Pipturus argenteus, connu sous le nom anglais de False stinger, est une espèce de plantes à fleurs de la famille des Urticaceae. C'est un petit arbre originaire de l'Asie tropicale, de l'Australie et du Pacifique.

## Liste des variétés
Selon Catalogue of Life (2 novembre 2017) :
- variété Pipturus argenteus var. incanus
- variété Pipturus argenteus var. lanosus
- variété Pipturus argenteus var. tuamotensis